# メイ・マカヴォイ
メイ・マカヴォイ（May McAvoy、1899年9月8日 - 1984年4月26日）は、おもにサイレント映画時代に活躍した、アメリカ合衆国の女優。
映画『ジャズ・シンガー』にヒロインとして出演した。

## 経歴
マカヴォイは、高等学校を退学した後、1917年に『Hate』という映画に初出演した。
40本近くの映画に出演した後、マカヴォイは1925年にフレッド・ニブロ監督がMGMで制作した『ベン・ハー』で、ラモン・ノヴァロやフランシス・X・ブッシュマン (Francis X. Bushman) と共演した。この長編映画は、サイレント映画時代における、最も贅沢で、壮大な作品のひとつであった。
『ジャズ・シンガー』においても、彼女の声を聞くことは出来ないが、ロイ・デル・ルース (Roy Del Ruth) が監督し、コンラッド・ネイジェル (Conrad Nagel) と共演したワーナー・ブラザース2作目のオール・トーキー映画『The Terror』など、他のトーキー映画では台詞も喋っていた。
マカヴォイが、トーキーへの移行期に映画界から引退したことをめぐっては、彼女が吃音ないし舌足らずの喋り方であったからだとする噂が長い間流れていた。実際には、彼女はユナイテッド・アーティスツの会計責任者と結婚し、夫の求めによって彼女は仕事をやめたのであった。
後に、彼女は映画界に復帰し、1940年代から1950年代にかけて、いろいろな端役を務め、1959年の『ベン・ハー』にも端役で登場した。

## 私生活
マカヴォイは、銀行家であったモーリス・クリアリー (Maurice Cleary) と1929年6月26日に結婚し、ふたりの間にはひとり息子パトリック (Patrick) が生まれたが、1940年には離婚に至った。
マカヴォイは、1984年に84歳で亡くなったが、これは前年に起こした心筋梗塞の副作用によるもので、亡骸はカリフォルニア州カルバーシティのホーリー・クロス墓地に葬られた。
マカヴォイは、映画界への貢献に対して、ハリウッド・ウォーク・オブ・フェームのヴァイン・ストリート (Vine Street) 1731番地に星を与えられている。

## フィルモグラフィ

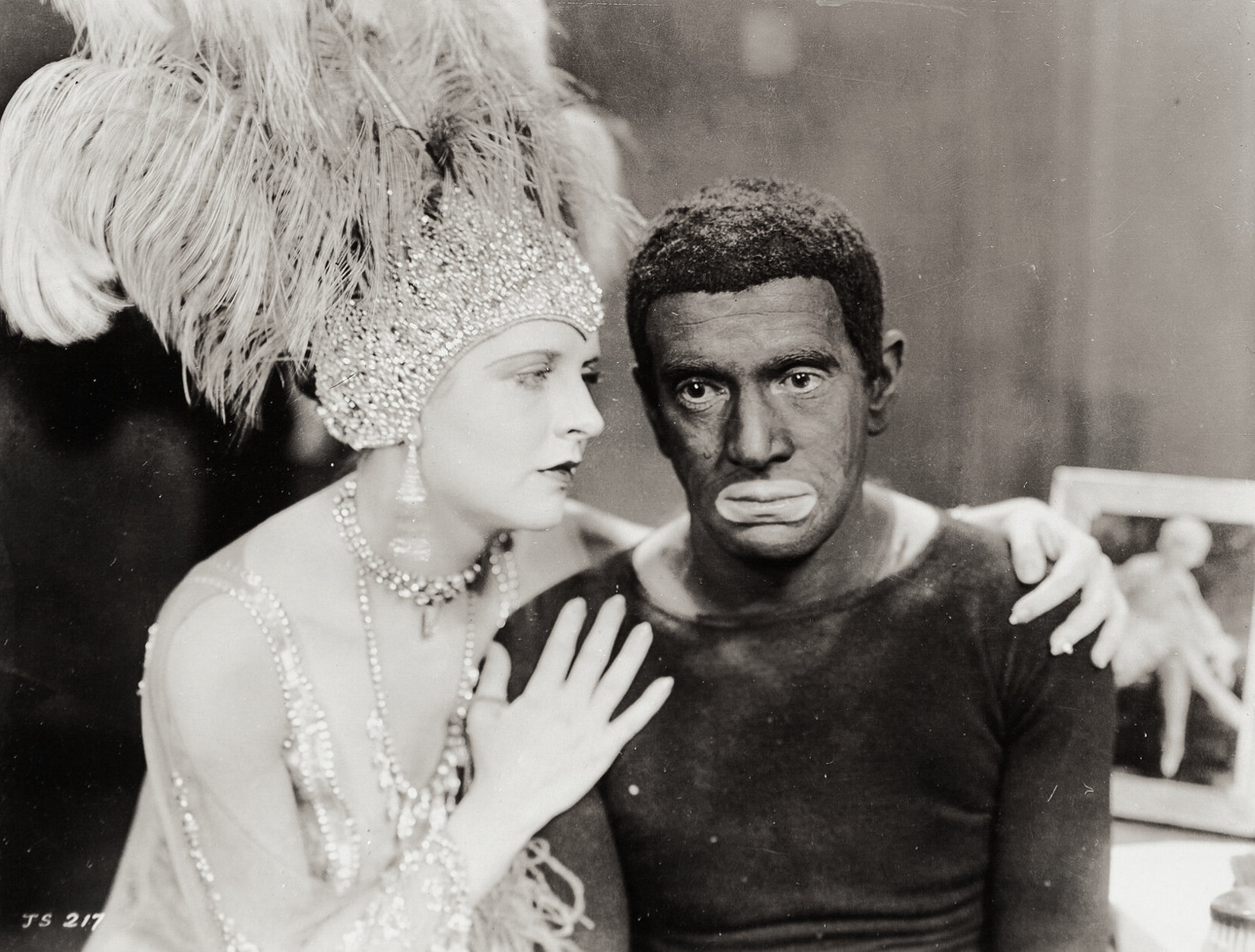
映画『ジャズ・シンガー』の宣伝用写真（1927年）。マカヴォイ（左）とアル・ジョルスン。

### サイレント
- Hate (1917)
- To Hell with the Kaiser! (1918)
- 舞姫と牧師 A Perfect Lady (1918)
- I'll Say So (1918)
- Mrs. Wiggs of the Cabbage Patch (1919)（現存）
- 女陪審員 The Woman Under Oath (1919)
- 女の道 The Way of a Woman (1919)
- Love Wins (1919)
- My Husband's Other Wife (1920)
- The Sporting Duchess (1920)
- 純潔な女（別題：男とその女）Man and His Woman (1920)
- 鐘の鳴る家 The House of the Tolling Bell (1920)
- 禁断の谷 The Forbidden Valley (1920)
- 魂を追う影 The Devil's Garden (1920)
- 夫の真相 The Truth About Husbands (1920)（現存：アメリカ議会図書館）
- セントメンタル・トミー Sentimental Tommy (1921 Paramount)（現存せず）
- A Private Scandal (1921)
- Everything for Sale (1921)
- Morals (1921)（現存）
- A Virginia Courtship (1921)
- A Homespun Vamp (1922)
- Through a Glass Window (1922)
- 紐育の屋上 The Top of New York (1922)
- A Trip to Paramountown (1922)(短編、現存)
- クラレンス Clarence (1922 Paramount)（現存せず）
- キック・インKick In (1922 Paramount)（現存）
- グラムビー Grumpy (1923 Paramount)（現存）
- 返り咲く花 Only 38 (1923 Paramount)
- 人生の濁流 Her Reputation (1923 Ince/Associated First National)
- Hollywood (1923 Paramount)（現存せず）
- 水塔の西 West of the Water Tower (1923 Paramount)（現存せず）
- The Enchanted Cottage (1924 Asso.FirstNational)（現存：アメリカ議会図書館）
- The Bedroom Window (1924 Paramount)（現存：アメリカ議会図書館）
- Tarnish (1924 Goldwyn) (*現存：ジョージ・イーストマン)
- 三人の女性 Three Women (1924 Warner Brothers)（現存）
- 騒擾の巷 The Mad Whirl (1925 Universal) （現存：アメリカ議会図書館）
- Tessie (1925 ArrowFilm)（現存せず）
- ウィンダミア夫人の扇 Lady Windermere's Fan (1925 Warner Brothers)（現存）
- ベン・ハー  Ben-Hur (1925 MGM)（現存）
- Calf-Love (1926) （短編）
- 栄光への道 The Road to Glory (1926 Fox)（現存せず）
- 愛の闇路 My Old Dutch (1926 Universal)（現存）
- 極楽トンボ三人連 The Passionate Quest (1926 Warner Brothers)（現存せず：断片のみアメリカ議会図書館）
- The Savage (1926 First National)（現存せず）
- 消防隊 The Fire Brigade (1926 MGM)（現存）
- 有閑夫人 Matinee Ladies (1927 Warner Brothers)（現存せず）
- Irish Hearts (1927 Warner Brothers)（現存せず）

### トーキー
- 麗人時代 Slightly Used (1927 Vitaphone/Warner Brothers)（現存せず：マカヴォイが最初に出演したヴァイタフォンによる効果音や音楽を含んだ映画）
- ジャズ・シンガー The Jazz Singer (1927 Vitaphone/Warner Brothers)（現存）
- 離婚カクテル A Reno Divorce (1927 Vitaphone/Warner Brothers)（現存せず）
- 亭主三拝九拝 If I Were Single (1927 Vitaphone/Warner Brothers)
- The Little Snob (1928 Vitaphone/Warner Brothers)（現存せず）
- Sunny California (1928) （短編）
- The Lion and the Mouse (1928 Vitaphone/WarnerBrothers)（現存）
- 五里霧中 Caught in the Fog (1928 Vitaphone/Warner Brothers)(*現存; 35mm British Film Institute per IMDb)
- The Terror (1928 Vitaphone/Warner Brothers) （現存せず）
- Stolen Kisses (1929 Vitaphone/Warner Brothers)（現存せず）
- 犠牲 No Defense (1929 Vitaphone/Warner Brothers)（現存せず）
- Two Girls on Broadway (1940)
- The New Pupil (1940)（短編）
- The Phantom Raiders (1940)（クレジットなし）
- ダルシー Dulcy (1940) （クレジットなし）
- Third Finger, Left Hand (1940) （クレジットなし）
- Whispers (1941) （短編）（クレジットなし）
- 1-2-3 Go! (1941) （短編）
- Love Crazy (1941) （クレジットなし）
- The Getaway (1941) （クレジットなし）
- Ringside Maisie (1941) （クレジットなし）
- Main Street on the March! (1942) （短編）（クレジットなし）
- Born to Sing (1942)（クレジットなし）
- Mr. Blabbermouth! (1942) （短編） （クレジットなし）
- Assignment in Brittany (1943) （クレジットなし）
- My Tomato (1943) （短編） （クレジットなし）
- 姉妹と水兵 Two Girls and a Sailor (1944) （クレジットなし）
- Movie Pests (1944)（短編）
- Barbary Coast Gent (1944)（出演シーンは削除された）
- Week-End at the Waldorf (1945)（クレジットなし）
- The Romance of Rosy Ridge (1947) （クレジットなし）
- The Unfinished Dance (1947)（クレジットなし）
- 豪華船 Luxury Liner (1948) （クレジットなし）
- スケルトンの運ちゃん武勇伝 The Yellow Cab Man (1950) （クレジットなし）
- ミステリー・ストリート Mystery Street (1950)（クレジットなし）
- Watch the Birdie (1950)（クレジットなし）
- 悪人と美女 The Bad and the Beautiful (1952)（クレジットなし）
- 重役室 Executive Suite (1954) （クレジットなし）
- 誘拐 Ransom! (1956) （クレジットなし）
- 荒鷲の翼 The Wings of Eagles (1957) （クレジットなし）
- バラの肌着 Designing Woman (1957) （クレジットなし）
- 連発銃は知っている Gun Glory (1957) （クレジットなし）
- ベン・ハー Ben-Hur (1959) （クレジットなし）